# Cahora Bassa
Cahora Bassa vandreservoir er en kunstig sø i Mozambique; Cabora Bassa er også et ofte anvendt navn, der stammer fra kolonitiden. Søen er det sydlige Afrikas andenstørste kunstige sø. Cahora Bassa-dæmningen er en af tre store dæmninger i Zambeziflodsystemet; de andre to er Kariba og Itezhi-Tezhi. Dæmningen, som blev bygget af portugiserne,[kilde mangler] begyndte at fylde søen i december 1974 efter konstruktionen blev påbegyndt i 1969. Søen har nået en maksimumlængde og -bredde på henholdsvis ca. 250 km og 38 km.
50% af elektricitet produceret af Cahora Bassa er sendt til Syd Afrika.
15°40′S 31°50′Ø / 15.667°S 31.833°Ø
|  | Infoboks uden skabelon Denne artikel har en infoboks dannet af en tabel eller tilsvarende. |